# محوطه جو بالا
محوطه جو بالا مربوط به سده‌های اولیه و میانه دوران‌های تاریخی پس از اسلام است و در شهرستان الیگودرز، بخش بشارت، دهستان پیشکوه ذلقی، ۳۰۰ متری غرب روستای کاکلستان علیا واقع شده و این اثر در تاریخ ۱۸ اسفند ۱۳۸۷ با شمارهٔ ثبت ۲۵۲۴۵ به‌عنوان یکی از آثار ملی ایران به ثبت رسیده است.